# Дарлингтон (унитарная единица)

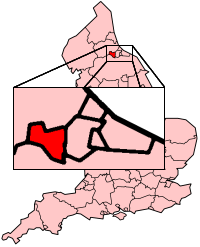
Унитарная единица Дарлингтон на карте Англии

Дарлингтон (англ. Darlington) — унитарная единица на юго-востоке церемониального графства Дарем. Главный и крупнейший город унитарной единицы — Дарлингтон.

## История
Образована 1 апреля 1996 года путём преобразования в унитарную единицу и перехода в церемониальное графство Дарем района Дарлингтон бывшего неметропольного графства Кливленд.

## География
Занимает площадь 197 км² и граничит на востоке с унитарной единицей Стоктон-он-Тис, на юге с церемониальным графством Северный Йоркшир, на западе и севере с унитарной единицей Дарем.

## Население
На территории унитарной единицы Дарлингтон проживают 97,838 человек, при средней плотности населения 495 чел./км².

## Политика
Совет унитарной единицы Дарлингтон состоит из 53 депутататов, избранных в 24 округах. После довыборов, состоявшихся в ноябре 2008 года, лейбористы занимают 33 места в совете.

## Спорт
В городе Дарлингтон базируется, профессиональный с 1908 года, футбольный клуб «Дарлингтон», выступающий в сезоне 2010/2011 в Национальной Конференции. «Дарлингтон» принимает соперников на стадионе Дарлингтон Арена (25 тыс. зрителей).